# Orthacris incongruens
Orthacris incongruens är en insektsart som beskrevs av George Clifford Carl 1916. Orthacris incongruens ingår i släktet Orthacris och familjen Pyrgomorphidae. Inga underarter finns listade i Catalogue of Life.